# Marvel Studios
 (првобитно познат као Marvel Films између 1993. и 1996) америчка је филмска и телевизијса продукцијска кућа чији је власник Walt Disney Studios. Marvel Studios је познат по продукцији филмова Марвеловог филмског универзума, по стриповима које објављује Marvel Comics.
Од 2008. године Marvel Studios је приказао 29 филмова у оквиру Марвеловог филмског универзума и седам телевизијских серија. Шта ако...? је први анимирани рад студија. Сви ови филмови и телевизијске серије деле континуитет једни са другима, заједно са One-Shots које производи. Телевизијске серије које производи Marvel Television такође су део континуитета.
Поред Марвел филмског универзума, Marvel Studios је такође био укључен у производњу других филмских франшиза Марвелових ликова које су премашиле 1 милијарду долара у приходима на биоскопским благајнама у Северној Америци, укључујући мултифилмске франшизе Икс-мен и Спајдермен.